# Ischnophanes canariella
Ischnophanes canariella is een vlinder uit de familie kokermotten (Coleophoridae). De wetenschappelijke naam is voor het eerst geldig gepubliceerd in 1984 door Baldizzone.
De soort komt voor in Europa.